# Pseudotryonia
Pseudotryonia is een geslacht van weekdieren uit de klasse van de Gastropoda (slakken).

## Soort
- Pseudotryonia pasajae Hershler, H.P. Liu & Landye, 2011